# Stylascalaphus obscurus
Stylascalaphus obscurus är en insektsart som först beskrevs av John Obadiah Westwood 1847.  Stylascalaphus obscurus ingår i släktet Stylascalaphus och familjen fjärilsländor. Inga underarter finns listade i Catalogue of Life.